# Ісідоро Сан-Хосе
Ісідоро Сан-Хосе (ісп. Isidoro San José, нар. 27 жовтня 1955, Мадрид) — іспанський футболіст, що грав на позиції півзахисника, захисника, насамперед за «Реал Мадрид», а також національну збірну Іспанії.
Чотириразовий чемпіон Іспанії. Дворазовий володар Кубка УЄФА.

## Клубна кар'єра
Народився 27 жовтня 1955 року в місті Мадрид. Вихованець футбольної школи клубу «Реал Мадрид».
1974 року почав виступи у команді дублерів «Реал Мадрид Кастілья», в якій провів два сезони у третьому іспанському дивізіоні.
Своєю грою за цю команду привернув увагу представників тренерського штабу головної команди «Реал Мадрид», першу гру у складі якої провів 1976 року. З наступного сезону став гравцем основного складу «вершкових» і здобув свій перший титул чемпіона Іспанії у їх складі. Загалом відіграв за королівський клуб десять сезонів своєї ігрової кар'єри. За цей час чотири рази ставав чемпіоном країни і двічі виборював титул володаря Кубка УЄФА.
Завершив професійну ігрову кар'єру у «Мальорці», за команду якого виступав протягом 1986—1987 років.

## Виступи за збірну
1977 року дебютував в офіційних матчах у складі національної збірної Іспанії. Протягом кар'єри у національній команді, яка тривала 3 роки, провів у формі головної команди країни 13 матчів.
У складі збірної був учасником чемпіонату світу 1978 року в Аргентині, де взяв участь у всіх трьох матчах своєї команди на груповому етапі, проте не зміг допомогти їй пройти до плей-оф турніру.

## Титули і досягнення
- Чемпіон Іспанії (4):

«Реал Мадрид»: 1977-78, 1978-79, 1979-80, 1985-86
- Володар Кубка Іспанії (2):

«Реал Мадрид»: 1979-80, 1981-82
- Володар Кубка іспанської ліги (1):

«Реал Мадрид»:  1985
- Володар Кубка УЄФА (2):

«Реал Мадрид»: 1984-85, 1985-86